# ГЕС Ghost
ГЕС Ghost — гідроелектростанція у канадській провінції Альберта. Знаходячись між ГЕС Horseshoe (14 МВт, вище по течії) та ГЕС Bearspaw (17 МВт), входить до складу каскаду на річці Боу, лівій твірній Південного Саскачевану, котрий своєю чергою є правою твірною Саскачевану (через озеро Вінніпег та річку Нельсон належить до басейну Гудзонової затоки).
У межах проєкту річку перекрили комбінованою греблею, яка включає центральну бетонну ділянку заввишки 34 метри та завдовжки 283 метри і розташовані обабіч земляні секції загальною завдовжки 838 метрів при максимальній висоті 22 метри. Крім того, на правому березі знаходиться допоміжна дамба завдовжки 7,3 км, котра включає секцію для перепуску надлишкової води завдовжки 90 метрів. Разом ці споруди утримують витягнуте по долині річки на 13,5 км водосховище з площею поверхні 11 км2 та об'ємом 159 млн м3 (корисний об'єм 70 млн м3), у якому припустиме коливання рівня в операційному режимі у діапазоні 10,7 метра.
Пригреблевий машинний зал обладнаний трьома турбінами — двома потужністю по 14 МВт та однією з показником 25 МВт. Це обладнання забезпечує виробництво 173 млн кВт-год електроенергії на рік.